# Jeryl Prescott
Jeryl Prescott Sales (Washington, 1964) es una actriz de cine y televisión estadounidense. Prescott es conocida por su papel secundario como Jacqui en The Walking Dead. Prescott, reside en Carolina del Norte, divide su tiempo entre esa ciudad y Los Ángeles.

## Carrera
Prescott nació en Washington, D.C, luego fue adoptado y criado en Hartsville, Carolina del Sur.Prescott, reside en Winston-Salem, Carolina del Norte, divide su tiempo entre esa ciudad y Los Ángeles. Fue elegida para dos episodios de The Walking Dead. Sin embargo, su personaje, Jacqui, fue escrito para el elenco de la serie. Prescott vuelve a interpretar su papel de Jacqui en la temporada 3 episodio "Hounded", como una de las voces que hablan a Rick en el teléfono.
Prescott ha sido un juez en Criminal Minds: Suspect Behavior. También, apareció en Bolden!.
Jeryl además apareció como clienta en una tienda de regalos dentro del Shopping (Primera en la fila) en la serie cómica Modern Family en el capítulo The Wedding part 1, de la temporada 5 donde Phil y Alex buscan comprar el regalo que tanto ansían Mitch y Cameron.
Prescott tuvo un papel recurrente durante la segunda temporada de Ray Donovan en 2014, y al año siguiente en la adaptación de la serie de cómics Powers. Fue actriz invitada en NCIS: Los Ángeles, Scandal y Shameless. En 2019, fue elegida para su primer papel regular de la serie, en la serie DC Universe ,Swamp Thing interpretando el papel de Madame Xanadu.  La serie fue cancelada después de una temporada.

## Filmografía

### Cine
| Año  | Película                                     | Personaje           | Notas             |
| ---- | -------------------------------------------- | ------------------- | ----------------- |
| 2002 | Max                                          | Srta. Kurtz         | Cortometraje      |
| 2003 | Los epicúreos                                | Tina Williams       |                   |
| 2005 | The Skeleton Key                             | Mamá Cecile         |                   |
| 2006 | Red Otoño                                    | Jasmine             | Cortometraje      |
| 2008 | Vacante 2: The First Cut                     | -                   |                   |
| 2009 | La vida que significa vivir                  | Narvis              |                   |
| 2009 | Rx                                           | Principal Simmons   | Cine y Televisión |
| 2011 | Sub-remolque                                 | Angela              |                   |
| 2012 | La Boda                                      | Secretaria          |                   |
| 2012 | H4                                           | Northumberland      |                   |
| 2012 | Bolden!                                      | Felicite            |                   |
| 2013 | Consigue un Trabajo                          | Asistente Principal |                   |
| 2015 | El Descenso Frío                             | Desdémona Lark      |                   |
| 2015 | Stand Down Soldado                           | Stacy Armstrong     |                   |
| 2015 | Conflicto de Intereses                       | Mrs. Simmons        |                   |
| 2015 | El Nacimiento de una Nación                  | Janice              |                   |
| 2016 | The Birth of a Nation                        | Janice              |                   |
| 2018 | Dead Women Walking                           | Sarah               |                   |
| 2018 | West of Hell                                 | Desdemona Lark      |                   |
| 2018 | Her Only Choice                              | Denise              |                   |
| 2018 | Persephone: Pictures at the End of the World | Dr. Rodgers         |                   |
| 2019 | High Flying Bird                             | Emera Umber         |                   |
| 2019 | Bolden                                       | Felicite Lamennais  |                   |
| TBA  | Unpregnant                                   | Peg                 | Posproducción     |

### Televisión
| Año       | Serie                            | Personaje                       | Notas                                                                      |
| --------- | -------------------------------- | ------------------------------- | -------------------------------------------------------------------------- |
| 2006      | Superficie                       | Recepcionista                   | 1 episodio                                                                 |
| 2006      | Un árbol de la colina            | Consejero                       | 1 episodio                                                                 |
| 2008      | Mentes criminales                | Examinador médico               | 1 episodio                                                                 |
| 2009      | Hawthorne                        | Asistente de Enfermería         | 1 episodio                                                                 |
| 2010      | Brothers & Sisters               | Mesera                          | 1 episodio                                                                 |
| 2010-2012 | The Walking Dead                 | Jacqui                          | Temporada 1, Recurrente (5 episodios) Temporada 3, Cameo; 1 episodio (voz) |
| 2011      | Southland                        | Nina Brown                      | 1 episodio                                                                 |
| 2011      | Criminal Minds: Suspect Behavior | Juez Dalila Nunes               | 1 episodio                                                                 |
| 2011      | Parks and Recreation             | Cajero                          | 1 episodio                                                                 |
| 2013      | Vuelta                           | Rosie                           | 1 episodio                                                                 |
| 2013      | Castle                           | Enfermera                       | 1 episodio                                                                 |
| 2014      | Eagleheart                       | -                               | 1 episodio                                                                 |
| 2014      | Modern Family                    | Shopper                         | 1 episodio                                                                 |
| 2014      | Pandillas Relacionadas           | Brenda Plemmons                 | 1 episodio                                                                 |
| 2014      | Ray Donovan                      | Cereza                          | 5 episodios                                                                |
| 2015      | Poderes                          | Dorado                          | 4 episodios                                                                |
| 2015      | Battle Creek                     | Tracey                          | 1 episodio                                                                 |
| 2015      | Hacedores de Reyes               | Lorena Bradley                  | Piloto de ABC                                                              |
| 2015      | Juego del Silencio               | Coroner                         |                                                                            |
| 2017      | NCIS: Los Angeles                | Barbara                         | Episodio: "Battle Scars"                                                   |
| 2017      | Rebel                            | Ms. Biden                       | Episodio: "Redemption"                                                     |
| 2017      | American Koko                    | Syreena                         | 3 episodios                                                                |
| 2017      | Scandal                          | Admiral Bregoli                 | Episodio: "Watch Me"                                                       |
| 2018      | Shameless                        | Gabarieo                        | Episodio: "A Gallagher Pedicure"                                           |
| 2018      | NCIS                             | Annie Sullivan /Tina Washington |                                                                            |
| 2019      | Swamp Thing                      | Madame Xanadu                   | Elenco regular, 10 episodio                                                |
| 2019      | Big Little Lies                  | Cecilia                         | Episodios: "Tell-Tale Hearts" y "She Knows"                                |
| 2019      | 9-1-1                            | Tina Washington                 | Episodio: "Athena Begins"                                                  |
| 2020      | Batwoman                         | Diane Moore                     | Episodio: "Grinning From Ear to Ear"                                       |